# Blue Swede
Blue Swede byla švédská rocková hudební skupina, jejímž frontmanem byl Björn Skifs. Kapela fungovala v letech 1973–1975, kdy vydala dvě alba coververzí včetně Hooked on a Feeling. Právě tato píseň je přivedla k úspěchu v mezinárodních žebříčcích. Kapelu tvořili Anders Berglund (piano), Björn Skifs (hlavní zpěvák), Bosse Liljedahl (basa), Hinke Ekestubbe (saxofon), Jan Guldbäck (bicí), Michael Areklew (kytara) a Tommy Berglund (trubka). V roce 1975 se Skifs rozhodl věnovat sólové kariéře a skupina byla rozpuštěna.

## Kariéra
Kapela se poprvé zformovala v roce 1973, kdy Björn Skifs hledal skupinu, která by jej doprovázela na koncertech. Původně se nazývala Blåblus (švédsky modrá halenka či modré džínsy, též slovní hříčka pro blues) a Björn Skifs se stal frontmanem skupiny. V roce 1974 kapela vydala coververzi písně B. J. Thomase z roku 1968, Hooked on a Feeling, čímž vstoupila do povědomí po celém světě. Blue Swede ji nahráli v roce 1973, vycházela z provedení Brita Jonathana Kinga, který vytvořil proslulý úvod "ooga-chaka ooga-chaka". Ve Švédsku vyšla v květnu 1973 a ve Spojených státech v únoru 1974. Píseň v Americe na jeden týden stanula na vrcholu hitparády v dubnu 1974 a v žebříčku Billboard Hot 100 se udržela 18 týdnů. Do čela žebříčků se dostala též v Austrálii, Kanadě a Nizozemsku. Skupina využila tržního potenciálu úspěšné skladby a téhož roku vydala album stejného jména.
Do konce roku 1974 hudebníci vydali dva singly – Silly Milly, který dosáhl na 71. příčku žebříčku v USA a cover Never My Love od skupiny The Association, která se dostala na 7. pozici hitparády. V roce 1975 vydali album Out of the Blue, jehož součástí byly mixy písní Hush od Deep Purple a I'm Alive od Tommy James and the Shondells.
V roce 2014 se singl skupiny Hooked on a Feeling objevil ve filmu Strážci Galaxie i v jeho traileru a podílela se na úspěchu filmu.

## Diskografie

### Studiová alba
- Hooked on a Feeling (1974)
- Out of the Blue (1975)

### Singly
- "Hooked on a Feeling" (1974) U.S. #1
- "Silly Milly" (1974) U.S. #71
- "Never My Love" (1974) U.S. #7
- "Hush/I'm Alive" (1975) U.S. #61